# 威利曼蒂克 (緬因州)
威利曼蒂克（英語：Willimantic）是一個位於美國緬因州皮斯卡特奎斯縣的鎮。

## 人口
根據2020年美國人口普查的數據，威利曼蒂克的面積為124.09平方千米，當中陸地面積為111.85平方千米，而水域面積為12.24平方千米。當地共有人口134人，而人口密度為每平方千米1人。